# Tetramorium occidentale
Tetramorium occidentale är en myrart som först beskrevs av Santschi 1916.  Tetramorium occidentale ingår i släktet Tetramorium och familjen myror. Inga underarter finns listade i Catalogue of Life.